# المدرسة الباكستانية الدولية (الكويت)
المدرسة الباكستانية الدولية هي مدرسة باكستانية دولية تقع في الفروانية الكويت. تأسست المدرسة في عام 1975. تدرس جميع الفئات العمرية من الإبتدائية إلى الثانوية. المدرسة معترف بها من قبل وزارة التربية والتعليم في الكويت وهي عضو في المجلس الاتحادي المتوسط والتعليم الثانوي إسلام آباد (FBISE).

## شهادة التخرج
يحصل طلاب الباكالوريا الذين يتخرجون من هذه المدرسة على «الشهادة العامة الدولية للتعليم الثانوي» (IGCSE).

## الروابط الخارجية
1. ↑  IGCSE / AS | International School of Pakistan, Kuwait نسخة محفوظة 17 يوليو 2017 على موقع واي باك مشين.

الباكستانيون في الكويت الموقع الرسمي
- International School & College of Pakistan
- Federal Board of Intermediate and Secondary Education,Islamabad
- IGCSE,International School of Pakistan